# شهرستان چمبرز (آلاباما)
شهرستان چمبرز، آلاباما (به انگلیسی: Chambers County, Alabama) شهرستانی در ایالات متحده آمریکا است که در آلاباما واقع شده‌است.

## خصوصیات
شهرستان چمبرز ۱٬۵۶۱٫۷۷ کیلومترمربع مساحت دارد.